# Armando Pérez Hoyos
Armando Pérez Hoyos (1952. május 5. –) kolumbiai nemzetközi labdarúgó-játékvezető.

## Pályafutása
A FCF Játékvezető Bizottságának (JB) minősítésével Primera B, majd a Primera A játékvezetője. Küldési gyakorlat szerint rendszeres partbírói szolgálatot is végzett. A kor elvárása szerint a küldés szerinti egyes számú partbíró játékvezetői sérülésnél átvette a mérkőzés irányítását. A nemzeti játékvezetéstől 1996-ban visszavonult.
A Kolumbiai labdarúgó-szövetség JB terjesztette fel nemzetközi játékvezetőnek, a Nemzetközi Labdarúgó-szövetség (FIFA) 1984-től tartotta nyilván bírói keretében. A FIFA JB központi nyelvei közül a spanyolt beszéli. Több nemzetek közötti válogatott (Labdarúgó-világbajnokság, Copa América), valamint Copa Libertadores klubmérkőzést vezetett, vagy működő társának partbíróként segített. A 90'-es évek közepén Japánban működött és tanította az élvonalbeli játékosokat. A nemzetközi játékvezetéstől 1996-ban visszavonult. Copa Libertadores mérkőzéseinek száma 19. A COMNEBOL JB küldésére több alkalommal az egyik nyolcaddöntőt irányította.
Az 1989-es U16-os labdarúgó-világbajnokságon a FIFA JB bíróként foglalkoztatta.
| Időpont          | Helyszín                      | Mérkőzés típusa              | Mérkőzés             | Eredmény | Nézők száma |
| ---------------- | ----------------------------- | ---------------------------- | -------------------- | -------- | ----------- |
| 1989. június 10. | Hampden Park Stadion, Glasgow | csoportmérkőzés (A. csoport) | Skócia–Ghána         | 0 – 0    | 6 500       |
| 1989. június 17. | Dens Park Stadion, Dundee     | egyik negyeddöntő            | Nigéria–Szaúd-Arábia | 0 – 0    | 5 500       |

Három világbajnoki döntőhöz vezető úton, a COMNEBOL, valamint a CONCACAF selejtezőkben, az 1990-es labdarúgó-világbajnokságon, az 1994-es labdarúgó-világbajnokságon, valamint az 1998-as labdarúgó-világbajnokságon a FIFA JB bíróként alkalmazta. 1990-es labdarúgó-világbajnokságra kifejezetten partbírói szolgálatra kapott meghívást. A meghívott (nemzeti JB által biztosított) partbírók még nem tartoztak a FIFA JB keretébe. A kor elvárása szerint az egyes számú partbíró játékvezetői sérülésnél átvette a mérkőzés irányítását. Négy találkozóra egyes, 2 alkalommal 2. pozícióba kapott küldést. A döntőt vezető Edgardo Codesal Méndez első számú partbírója volt. Partbírói mérkőzéseinek száma világbajnokságon: 6.
| Időpont              | Helyszín                              | Mérkőzés típusa                              | Mérkőzés                                 | Játékvezető               | Eredmény | Nézők száma |
| -------------------- | ------------------------------------- | -------------------------------------------- | ---------------------------------------- | ------------------------- | -------- | ----------- |
| 1989. augusztus 20.  | Hernando Siles Stadion, La Paz        | (1990 vb) COMNEBOL előselejtező (1. csoport) | Bolívia–Peru                             |                           | 1 – 1    | 43 000      |
| 1990. június 9.      | Olimpiai Stadion, Róma                | csoportmérkőzés (A. csoport)                 | Olaszország–Ausztria                     | José Roberto Wright       | 1 – 0    | 73 303      |
| 1990. június 14.     | San Nicola Stadion, Bari              | csoportmérkőzés (B. csoport)                 | Kamerun–Románia                          | Hernán Silva              | 2 – 1    | 38 687      |
| 1990. június 23.     | San Nicola Stadion, Bari              | egyik nyolcaddöntő                           | Csehszlovákia–Costa Rica                 | Siegfried Kirschen        | 4 – 1    | 48 000      |
| 1990. június 30.     | Olimpiai Stadion, Róma                | egyik negyeddöntő                            | Olasz labdarúgó-válogatott–Írország      | Carlos Silva Valente      | 1 – 0    | 73 303      |
| 1990. július 4.      | Alpok Stadion, Torino                 | egyik elődöntő                               | NSZK–Anglia                              | José Roberto Ramiz Wright | 1 – 1    | 62 628      |
| 1990. július 8.      | San Nicola Stadion, Torino            | döntő                                        | Német labdarúgó-válogatott–Argentína     | Edgardo Codesal Méndez    | 1 – 0    | 62 628      |
| 1992. augusztus 16.  | Rommel Fernández Stadion, Panama City | (1994 vb) Karibi-térség zóna előselejtező    | Panama–Costa Rica-i labdarúgó-válogatott |                           | 1 – 0    |             |
| 1993. április 4.     | Városi Stadion, San Salvador          | (1994 vb) Karibi-térség zónadöntő            | El Salvador–Mexikó                       |                           | 2 – 1    |             |
| 1993. augusztus 1.   | Pueblo Nuevo Stadion, San Cristóbal   | (1994 vb) COMNEBOL zóna (2. csoport)         | Venezuela–Brazília                       |                           | 1 – 5    | 15 000      |
| 1993. szeptember 12. | Centenario Stadion, Montevideo        | (1994 vb) CONMEBOL zóna (2. csoport)         | Uruguay–Bolíviai labdarúgó-válogatott    |                           | 2 – 1    | 58 000      |
| 1996. június 2.      | Olímpico Atahualpa Stadion, Quito     | (1998 vb) CONMEBOL zónadöntő                 | Ecuador–Argentin labdarúgó-válogatott    |                           | 2 – 0    | 41 500      |

Az 1993-as U20-as labdarúgó-világbajnokságon a FIFA JB bírói szolgálattal bízta meg.
| Időpont           | Helyszín                 | Mérkőzés típusa              | Mérkőzés        | Eredmény | Nézők száma |
| ----------------- | ------------------------ | ---------------------------- | --------------- | -------- | ----------- |
| 1993. március 9.  | Városi Stadion, Adelaide | csoportmérkőzés (D. csoport) | Mexikó–Brazília | 1 – 2    | 10 000      |
| 1993. március 17. | Városi Stadion, Sydney   | egyik elődöntő               | Ghána–Anglia    | 2 – 1    | 21 069      |

Az 1987-es Copa América, valamint az 1991-es Copa América labdarúgó tornán a CONMEBOL JB bírókán foglalkoztatta.
| Időpont          | Helyszín                           | Mérkőzés típusa              | Mérkőzés                                                   | Eredmény | Nézők száma |
| ---------------- | ---------------------------------- | ---------------------------- | ---------------------------------------------------------- | -------- | ----------- |
| 1987. június 27. | Monumental Stadion, Buenos Aires   | csoportmérkőzés (A. csoport) | Argentin labdarúgó-válogatott–Perui labdarúgó-válogatott   | 1 – 1    | 40 000      |
| 1991. július 6.  | Nemzeti Stadion, Santiago de Chile | csoportmérkőzés (A. csoport) | Chile–Venezuelai labdarúgó-válogatott                      | 2 – 0    | 45 000      |
| 1991. július 12. | Nemzeti Stadion, Santiago de Chile | csoportmérkőzés (A. csoport) | Perui labdarúgó-válogatott–Venezuelai labdarúgó-válogatott | 5 – 1    | 5 000       |